# Bruno Ntep
Pour les articles homonymes, voir Ntep.
Bruno Ntep, né le 8 novembre 1980 à Paris, est un taekwondoïste français. Il évolue dans les catégories de poids -87 kg et +80 kg (olympique).

## Biographie
Après s’être essayé au basket-ball à Boulogne-Billancourt, il découvre le taekwondo en 1995 sous la houlette d'Olivier Sebaiai dans un club de quartier du 19e arrondissement de Paris, la S.A.C.A.M.P.. Très vite, il développe des capacités physiques qui l'amènent au pôle France (C.R.E.P.S.) d'Aix-en-Provence où il rejoint l'élite du taekwondo français avec des combattants comme Pascal Gentil, Christophe Civiletti ou encore Christophe Negrel. Interne, il y reste sept ans avant de rejoindre l'I.N.S.E.P. (Institut national du sport, de l'expertise et de la performance) en septembre 2005. En 2000, alors âgé de 19 ans, il effectue sa première grosse sortie internationale à Lyon lors de la Coupe de monde. Lors de sa carrière, il croise le chemin de Philippe Pinerd, figure emblématique du taekwondo et hapkido mondial, qui l'aide, entre autres, à décrocher l'or européen en 2004. Qualifié de fin technicien selon les médias comme les magazines d'arts martiaux Karaté Bushido et Taekwondo Hwarangdo, son style de combat y est souvent comparé à celui d'un artiste. En 2007, il décide de s'installer aux États-Unis pour y fonder une école d'arts martiaux et de remise en forme dans l'État de l'Oregon.

## Entourage
Philippe Pinerd, Christophe Negrel, Pascal Gentil, Gwladys Épangue, Christophe Civiletti, John Trouillet, Augustin Bata, Olivier Sebaiai, Patrick Stanczak.

## Récompenses
- Médaille de bronze de la Ville de Paris

## Clubs
- S.A.C.A.M.P[2].
- A.U.C. Taekwondo[3]

## Palmarès

### Championnats du monde
- Troisième en 2005 à Madrid.

### Coupe du Monde Francophone
- Vainqueur en 2007 à Tunis.
- Troisième en 2003 à Rabat.
- Deuxième en 2001 à Paris.

### Championnats d'Europe
- Champion en 2004 à Lillehammer.
- Troisième en 2005 à Riga.

### Championnats de France
- Champion en 2007 à Lyon, en Nationale 1.
- Champion en 2006 à Paris, en Nationale 1.
- Champion en 2005 à Paris, en Nationale 1.
- Champion en 2004 à Paris, en Nationale 1.
- Vice-champion en 2003 à Paris, en Nationale 1.
- Vice-champion en 2002 à Paris, en Nationale 1.
- Troisième en 2000 à Lyon, en Nationale 1.
- Champion en 1999 à Lyon, en Nationale 2.
- Champion  en 1998 à Orléans, en junior.

### Dutch Open
- Vainqueur en 2007 à Eindhoven, en catégorie -84 kg.
- Vainqueur en 2005 à Eindhoven, en catégorie -84 kg.
- Vainqueur en 2004 à Eindhoven, en catégorie +84 kg.

### Coupe de France
- Troisième en 2006 à Paris, en catégorie +80 kg.
- Vainqueur en 2004 à Paris, en catégorie +80 kg.
- Deuxième en 2003 à Paris, en catégorie +80 kg.
- Deuxième en 2002 à Paris, en catégorie +80 kg.
- Vainqueur en 2001 à Paris, en catégorie +80 kg.
- Deuxième en 1999 à Paris, en catégorie -80 kg.
- Vainqueur en 1998 à Paris, en catégorie Junior +78 kg.
- Troisième en 1997 à Paris, en catégorie Junior +78 kg.

### Open internationaux
- Vainqueur en 2007 à Andorre, en catégorie +80 kg.
- Vainqueur en 2005 à Barcelone, en catégorie -84 kg.
- Vainqueur en 2004 à Barcelone, en catégorie -84 kg.
- Vainqueur en 2004 aux Pays-Bas, en catégorie -84 kg.
- Vainqueur en 2003 à Hô Chi Minh-Ville, en catégorie -84 kg.